# الإسلام في أوروغواي
وصل الأسبان إلى أرضها في سنة 929هـ – 1516م، واحتلتها البرتغال سنة 1091هـ – 1680م، ثم استردها الأسبان سنة 1192هـ – 1778م، ونالت استقلالها في 1241هـ- 1825م واعترفت باستقلالها البرازيل والأرجنتين سنة 1244هـ – 1828م، وظلت في اضطراب طيلة القرن التاسع عشر، ثم استقرت أحوالها، تبلغ مساحتها 176.215 كيلو مترا مربعا، وبلغ عدد سكانها في سنة 1408هـ – 1988م 3 ملايين نسمة، وعاصمة البلاد منتفديو، وسكانها 1.2 مليون نسمة، وأهم مدنها سالتو، وبايساندو، ولابيدراس، وريفيرا، ولقد أخذت البلاد اسمها من نهر أوروغواي الذي يصب في نهر لابلانا. تحدها البرازيل من الشمال الشرقي، والمحيط الأطلنطي من الجنوب الشرقي، ونهر لاباتا من الجنوب، والأرجنتين من الغرب.

## التاريخ
وصلت إلى البلاد هجرات إسلامية حديثة، حيث وصلت إليها عناصر مسلمة في النصف الثاني من القرن العشرين، وأغلب المهاجرين من مصر، ولبنان، وفلسطين، وسورية، وإيران، وأغلب المهاجرين العرب من المسيحيين، ولقد مرت الهجرة الإسلامية بمرحلتين أهمها المرحلة الثانية حيث يقيم المهاجرون المسلمون في القطاع الشمالي من البلاد، وينتشر المسلمون في مناطق عديدة من البلاد أهمها العاصمة، وفرجوي، وريفيرا، وليبرا منتو، وجاكوارن، وصل عدد المسلمين في أوروغواي إلى أكثر من 1500 نسمة قديما، وهناك نسبة كبيرة من المهاجرين العرب من النصارى.

### بعد الحرب العالمية
كان المسلمون في جمهورية الأورغواي يصل عددهم بعد الحرب العالمية الأولى إلى 1500 مسلم، ولكن بعضهم نزح إلى البرازيل وإلى الأرجنتين لعدم الاستقرارالسياسي في البلاد، هذا من جهة، أما من جهة أخرى فإن أغلبهم تزوج من أهل البلاد فانصهرت عائلاتهم في المجتمع الجديد، وفي هذا الصدد يقول الداعية أحمد صالح المحايري عندما سألناه عن أحوال المسلمين في هذا البلد فأجاب: ماسمعنا بجمعية إسلامية قديمة أو حديثة بالأورغواي، إلا أن الجالية العربية والمسلمة منذ مايزيد عن 40 سنة قاموا بتأسيس النادي السوري اللبناني في العاصمة، وتقطن اليوم نحو50 عائلة مسلمة في العاصمة مونتوفيديو، وأزيد من 100عائلة مسلمة في المدينة الواقعة على حدود البرازيل، والتي تستفيد من خدمات الجمعية الإسلامية في مدينة شوي البرازيلية التي فيها مسجد وجمعية إسلامية، أما مسلمو العاصمة فيستفيدون من خدمات المركز الإسلامي في العاصمة الذي يعتبرملحقا بالسفارة المصرية الذي أسسته بالتعاون مع وجهاء المسلمين لإقامة صلاة الجمعة والتعريف بالإسلام وإحياء بعض المناسبات الدينية، هذا وقد انتدبت وزارة الأوقاف المصرية لهذا المركز إماما يتغيرعند انتهاء بعثته، كما يقوم المركز بعقود الزواج وتوزيع بعض النشرات باللغة الإسبانية للتعريف بالإسلام..
وفي هذا السياق فان وضع الجالية خطير جدا وهم في طريقهم إلى الانقراض والمصيرالمجهول..؛ وإذا لم تتدخل الدول الإسلامية والعربية والمنظمات الخيرية لبناء مسجد ومركز إسلامي ضخم في الأورغواي وخصوصا في العاصمة، بالإضافة إلى إنشاء المدارس العربية والإسلامية وابتعاث الدعاة من رابطة العالم الإسلامي التي أنشئت لهذا الالغرض، فلنقل على الأقلية المسلمة بالأورغواي السلام..

## المنظمات الإسلامية
معظم التنظيمات الإسلامية فردية وليس هناك تنظيم يجمع المسلمين والحاجة ماسة إلى مثل هذا، والتنظيمات الإسلامية تتمثل فيما يلي:
- المركز الإسلامي المصري أقيم بجهود ذاتية بالعاصمة.[3]
- المركز الإسلامي بمدينة كبشوري قرب الحدود البرازيلية.[4]
- الجماعة الإسلامية في مدينة الريفيرا.
- جمعية الأخوة الإسلامية

وهناك تنظيم خاص ببعض الطرق الصوفية، ومركز إسلامي شيعي تديره السفارة الإيرانية، وللأحمدية المعادية للإسلام مركز بالعاصمة يضم 20 عضوا.

## متطلبات
- الحاجة ماسة إلى تنظيم إسلامي يجمع المسلمين.
- بناء مركز إسلامي بالعاصمة، وبعض المساجد في بعض مناطق تجمع المسلمين من الشمال.
- منح دراسية لبعض الجامعات الإسلامية.
- الحاجة ملحة للكتب الإسلامية باللغة الأسبانية.
- إنشاء بعض المدارس الملحقة بالمساجد لتعليم أبناء المسلمين.
- تحتاج الجالية إلى الدعاة الذين يجيدون اللغة الأسبانية.

وهناك تحديات تبرز في تحدي الأحمدية والنصرانية، والزواج المختلط.

## وصلات خارجية
- المركز الإسلامي في الأوروغواي